# Olga Rautenkranzová
Olga Rautenkranzová (provdaná Košková, podruhé provdaná Nedomová, 22. září 1891 Karlín – 14. července 1973 Varnsdorf) byla česká herečka a filmová režisérka. V roce 1918, v éře němého filmu, natočila dva snímky, romanci Kozlonoh a komedii Učitel orientálních jazyků (tu společně s dalším filmovým průkopníkem Janem S. Kolárem), takže je považována za první českou filmovou režisérku. Druhou českou filmovou režisérkou se roku 1919 stala Thea Červenková, třetí v roce 1923 Zet Molas.

## Život

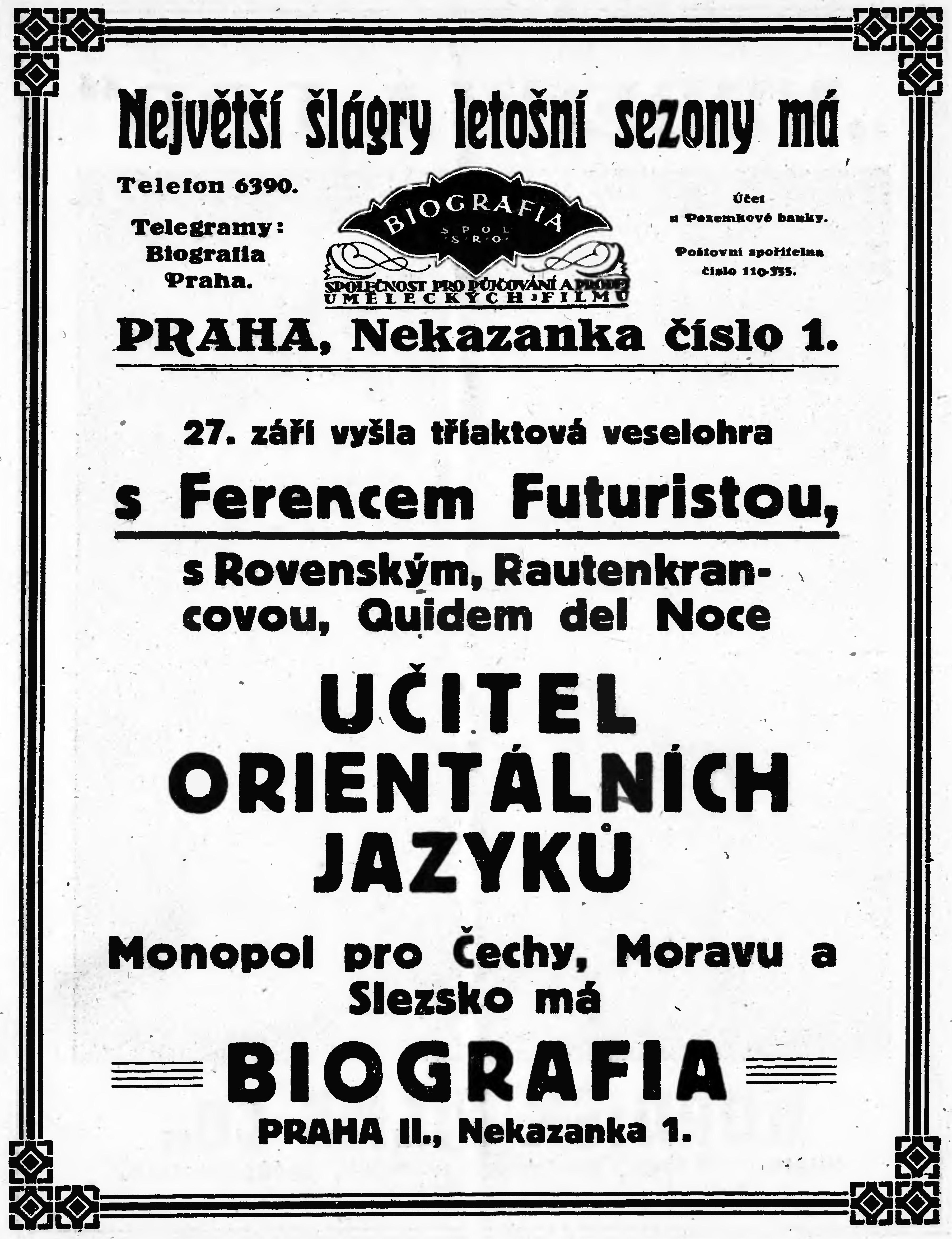
Reklama distribuční společnost Biografia na film Učitel orientálních jazyků

Narodila se 22. září 1891 v Karlíně u Prahy do rodiny Ludvíka Rautenkranze a jeho manželky Růženy, rozené Svátkové. Pokřtěna byla jako Olga Anastasie. Otec Ludvík pocházel z Holic a pracoval jako strojní inženýr v Rustonce (později se stal i jejím ředitelem), matka Růžena byla dcerou karlínského politika a advokáta Vavřince Svátka. Svatbu měli v Karlíně 21. listopadu 1887, o rok později se jim narodil syn Jan. Manželství Rautenkranzových ale bylo roku 1903 soudem rozvedeno od stolu a lože. Růžena poté žila s dětmi odloučeně, v roce 1919 došlo k definitivnímu konci manželství: soudní rozluce. Růžena, narozená roku 1867, byla již na přelomu 19. a 20. století platonickou láskou malíře Jano Köhlera a poté byla jeho celoživotní přítelkyní a múzou, které adresoval mnoho dopisů a kreseb a jejíž podobu využíval na množství svých grafik a obrazů. Po rozluce si v roce 1922 vzala Köhlerova blízkého svobodného přítele, právníka a úředníka Miloslava Nedomu (1875–1954). Zemřela v roce 1926.
Olga Rautenkranzová studovala herectví pod vedením Marie Hübnerové z pražského Národního divadla. Po absolvování studia vystupovala jako herečka a tanečnice v pražském i brněnském Národním divadle. Její role zahrnovaly balet i činohru. Do brněnského Národního divadla nastoupila v létě 1912 a v sezóně 1912/1913 byla jednou ze sólistek činohry.
Patrně díky jejím divadelním zkušenostem jí oslovila společnost Lucernafilm s nabídkou natočení filmu, díky čemuž se stala první českou filmovou režisérkou. V roce 1918 režírovala podle scénáře Quida Marii Vyskočila filmovou romanci Kozlonoh, v níž také ztvárnila hlavní ženskou roli, hraběnčinu dceru Anisju. Ještě před uvedením snímku do kin jí Lucernafilm nabídl natočení dalšího filmu, komedie Učitel orientálních jazyků, kterou zrealizovala tentýž rok ve spolupráci s Janem Stanislavem Kolárem, jenž napsal i scénář. I v tomto druhém snímku hrála hlavní ženskou roli, tentokrát markýzu Sylvu, vyslancovu dceru. Poté se však stáhla z veřejného života, takže o jejích dalších osudech nebylo známo téměř nic.
Dne 19. července 1919 se v Praze provdala za Jana Koška, poručíka v záloze. Jejich manželství bylo později soudně rozvedeno od stolu a lože a posléze v dubnu 1933 soudně rozloučeno. Dne 14. listopadu 1933 se v Praze opět vdala; jejím druhým manželem se stal Miloslav Nedoma, její nevlastní otec a vdovec po její matce Růženě. Zatímco Nedoma zemřel roku 1954, datum úmrtí Olgy Nedomové nebylo známé. Žila ještě kolem roku 1947, kdy bylo zpracováváno třetí vydání Nového slovníku československých výtvarných umělců, do kterého její manžel přispíval bádáním v archivech a ve kterém je zmiňována. Roku 1964 je uváděna v monografii o sochaři Václavu Levém od Marie Černé, tehdy žila ve Šluknově.
Olga Nedomová zemřela 14. července 1973 ve Varnsdorfu ve věku 81 let. Deník Lidová demokracie vydal 21. července 1973 pouze krátkou zprávu, že „Olga Nedomová, spisovatelka a překladatelka, zemřela ve Varnsdorfu ve věku 82 (sic!) let“. V přehledu zemřelých českých spisovatelů, vydaném roku 1974, ji Jaroslav Kunc označuje jako překladatelku a uvádí chybné datum úmrtí 19. července 1973.

## Filmografie

### Herecká filmografie
- 1918 – Kozlonoh (role: Anisja, hraběnčina dcera)
- 1918 – Učitel orientálních jazyků (role: markýza Sylva, vyslancova dcera)

### Režijní filmografie
- 1918 – Kozlonoh
- 1918 – Učitel orientálních jazyků (společně s Janem S. Kolárem)